# بانک الاهلی متحد
بانک الاهلی متحد (عربی: البنك الأهلي المتحد) شرکت خدمات مالی و بانکداری بحرینی است، که در سال ۲۰۰۰ تأسیس شد.